# エコルズ郡 (ジョージア州)
エコルズ郡（エコルズぐん、英: Echols County）は、アメリカ合衆国ジョージア州の南部に位置する郡である。2010年国勢調査での人口は4,034人であり、2000年の3,754人から7.5%増加した。郡庁所在地は国勢調査指定地域のスタテンビル（人口1,040人）であり、同郡で人口最大の町でもある。ジョージア州には郡庁所在地が法人化された町ではない郡が3つあり、エコルズ郡はその1つである。
エコルズ郡はバルドスタ大都市圏に属している。

## 歴史
エコルズ郡は1858年にラウンズ郡とクリンチ郡の一部を合わせて設立され、郡名はロバート・ミルナー・エコルズ（1798年-1847年）に因んで名付けられた。エコルズはジョージアで生まれ、長年州議会議員を務めた。米墨戦争で戦死し、ジョージア州内に埋葬されている（エコルズ郡ではない）。
近年州内の多くの囚人にとって流刑の場所として知られてきた。ジョージア州憲法は州境を越えて罰することを禁じており、司法当局は州内159郡の中の158郡から囚人を送る唯一の選択肢としてエコルズ郡を使っている。実際にエコルズ郡に移動させたことを記した犯罪は無かった。

## 地理
アメリカ合衆国国勢調査局に拠れば、郡域全面積は420.80平方マイル (1,089.9 km2)であり、このうち陸地404.13平方マイル (1,046.7 km2)、水域は16.67平方マイル (43.2 km2)で水域率は3.96%である。郡域には著名な湿地であるホワイトヘッドベイが含まれている 。

### 主要高規格道路

#### アメリカ国道
- アメリカ国道41号線
- アメリカ国道129号線
- アメリカ国道4441号線

#### ジョージア州道
- ジョージア州道7号線
- ジョージア州道11号線
- ジョージア州道89号線
- ジョージア州道94号線
- ジョージア州道135号線
- ジョージア州道187号線
- ジョージア州道376号線

### 隣接する郡
- クリンチ郡 - 北東
- コロンビア郡 (フロリダ州) - 南東
- ハミルトン郡 (フロリダ州) - 南
- ラウンズ郡 - 西
- ラニア郡 - 北

## 人口動態
以下は2000年の国勢調査による人口統計データである。
| 基礎データ - 人口: 3,754人 - 世帯数: 1,264 世帯 - 家族数: 936 家族 - 人口密度: 4人/km2（9人/mi2） - 住居数: 1,482軒 - 住居密度: 1軒/km2（4軒/mi2） 人種別人口構成 - 白人: 77.14% - アフリカン・アメリカン: 6.93% - ネイティブ・アメリカン: 1.15% - アジア人: 0.08% - 太平洋諸島系: 0.03% - その他の人種: 13.69% - 混血: 0.99% - ヒスパニック・ラテン系: 19.69% | 年齢別人口構成 - 18歳未満: 29.3% - 18-24歳: 12.5% - 25-44歳: 30.8% - 45-64歳: 18.3% - 65歳以上: 9.1% - 年齢の中央値: 30歳 - 性比（女性100人あたり男性の人口） - 総人口: 116.1 - 18歳以上: 114.6 世帯と家族（対世帯数） - 18歳未満の子供がいる: 38.1% - 結婚・同居している夫婦: 58.6% - 未婚・離婚・死別女性が世帯主: 10.8% - 非家族世帯: 25.9% - 単身世帯: 18.7% - 65歳以上の老人1人暮らし: 9.1% - 平均構成人数 - 世帯: 2.97人 - 家族: 3.26人 | 収入と家計 - 収入の中央値 - 世帯: 25,851米ドル - 家族: 27,700米ドル - 性別 - 男性: 24,650米ドル - 女性: 17,297米ドル - 人口1人あたり収入: 15,727米ドル - 貧困線以下 - 対人口: 28.7% - 対家族数: 22.3% - 18歳未満: 33.1% - 65歳以上: 29.8% |

## 都市と町
- フルートランド
- スタテンビル - 郡庁所在地
- ハウェル
- ニードモア
- メイデイ